# Stvor
Stvor je mladinski roman slovenske pisateljice Janje Vidmar, ki v slovenskem literarnem prostoru velja za eno najbolj aktivnih pisateljic na področju literature za mladino. Roman je najstniška grozljivka z dodatkom misterioze in magije.

## Vsebina
Irena, Katja in Karmela so bile mladostnice, ki so bile najboljše prijateljice. Zanimale so se za mistiko in začele druščino, ki se je imenovala ESBAT. 
Nekega dne so sklenile, da bodo s pomočjo pentagrama priklicale magične sile, ki bi jim uresničile njihove skrite želje. Kmalu po opravljenem ritualu se jim pridruži Stella, ki je mogla opraviti posebno nalogo, da so jo sprejele v druščino. Zgodbo se nadaljuje tako, da se jim vse želje počasi začnejo uresničevati. Stella se izkaže za sovražnico, ki se počasi spreminja v pošast in na svojo stran pridobi tudi Katjo in Karmelo. V votlini spoznajo Stellinega gospodarja; orjaško mesojedo bogomoljko. Prestrašijo se in poženejo se v beg, po stopnicah. Znajdejo se v tisti grozni hiši, kjer je Stella opravila nalogo, da so jo sprejele v društvo ESBAT. V hiši se zid odlomi in odnese jih reka krvi. Zaslišali so se samo še njihovi zadnji kriki.
Stvor je dokaj lahko berljiv roman. Pisateljica je jezikovno precej inovativna in zelo malo moralistična. Zgodbo naredi izjemno zanimivo za najstnike, kajti zelo dobro izrazi grozljivo in strašljivo vzdušje.

## Zbirka
Knjiga je izšla v zbirki Najhit; zbirka uspešnic za najstnike

## Izdaje in prevodi
- Prva slovenska izdaja iz leta 2002 (COBISS)
- Druga slovenska izdaja iz leta 2005 (COBISS)